# Brie-sous-Archiac
Brie-sous-Archiac là một xã trong tỉnh Charente-Maritime Charente-Maritime trong vùng Nouvelle-Aquitaine, tây nam nước Pháp. Xã Brie-sous-Archiac nằm ở khu vực có độ cao trung bình 100 mét trên mực nước biển.

## Lịch sử biến động dân số
| Năm  | Dân số | Mật độ | Phần trăm của tổng |
| ---- | ------ | ------ | ------------------ |
| 1962 | 374    | -      | -                  |
| 1968 | 337    | -      | -                  |
| 1975 | 312    | -      | -                  |
| 1982 | 276    | -      | -                  |
| 1990 | 275    | -      | -                  |
| 1999 | 245    | 32/km² | 3.9%               |